# Rotterode
Rotterode è una frazione della città tedesca di Steinbach-Hallenberg.

## Storia
Il 1º gennaio 2019 il comune di Rotterode venne soppresso e aggregato alla città di Steinbach-Hallenberg.